# Fujita Ken
Ken Fujita (sinh ngày 27 tháng 8 năm 1979) là một cầu thủ bóng đá người Nhật Bản.

## Sự nghiệp câu lạc bộ
Ken Fujita đã từng chơi cho Júbilo Iwata và Ventforet Kofu.